# Lâu đài Kronborg

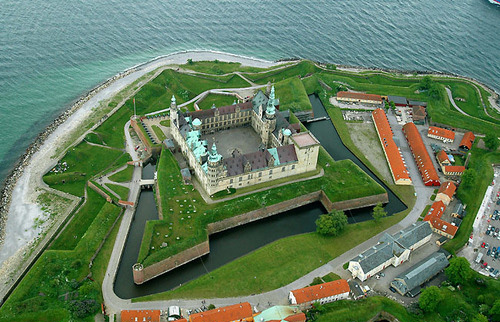
Hình chụp lâu đài Kronborg từ trên không

Lâu đài Kronborg (tiếng Đan Mạch: Kronborg Slot) là một lâu đài của Đan Mạch, nằm ở thành phố Helsingør (được làm cho bất tử dưới tên Elsinore trong tác phẩm Hamlet của Shakespeare), tại mỏm cực đông của đảo Zealand, nơi hẹp nhất của eo biển Oresund, giữa Đan Mạch và Thụy Điển. Quãng eo biển này chỉ rộng 4 km, do đó là điểm chiến lược quan trọng để đặt một pháo đài nhằm kiểm soát tàu bè lưu thông qua eo biển. Lâu đài Kronborg là một lâu đài rất quan trọng ở Bắc Âu trong nhiều thế kỷ và đã được UNESCO đưa vào danh sách Di sản thế giới ngày 30 tháng 11 năm 2000. Mỗi năm có khoảng 200.000 người tới thăm lâu đài này.

## Lịch sử

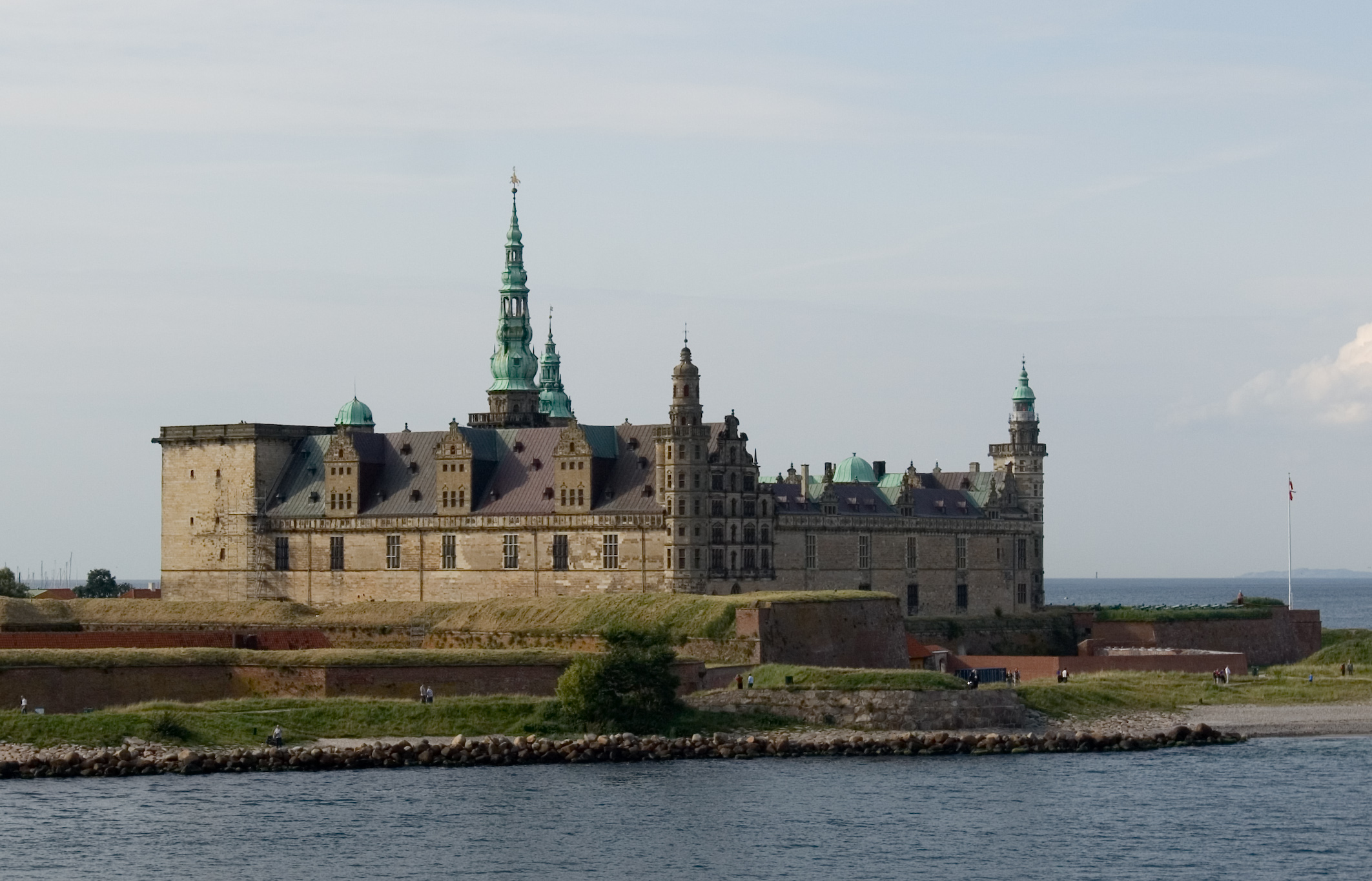
Lâu đài Kronborg

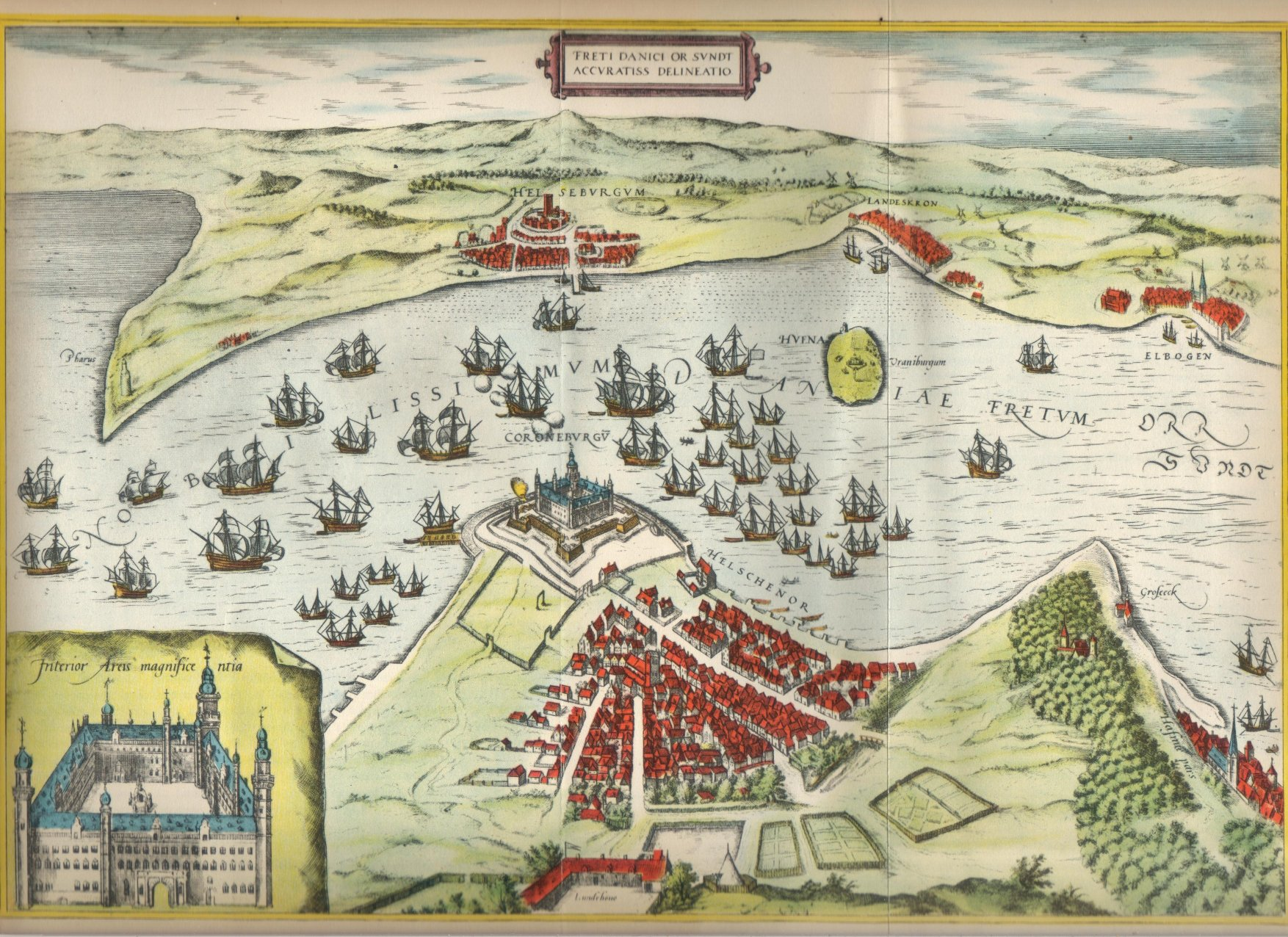
Cảnh thành phố Helsingør và lâu đài Kronborg do Georg Braun và Franz Hogenberg vẽ trong Civitates Orbis Terrarum (thế kỷ 16).

Nguyên thủy, đây là một pháo đài gồm một số nhà và tường bao quanh, mang tên Krogen, được xây trong thập niên 1420 theo lệnh của vua Eric của Pomerania. Nhà vua muốn thu thuế các tàu bè lưu thông qua eo biển này để vào biển Baltic nên cho xây pháo đài để kiểm soát eo biển.
Thập niên 1570, vua Frederick II cho xây lại thành lâu đài thời Phục hưng độc đáo về kiểu dáng và kích thước, nổi tiếng khắp châu Âu. Tuy nhiên bên trong có nhiều vách tường cũ vẫn được sử dụng, vẫn còn những cửa sổ giả giữa 2 phòng hoặc các bậc cầu thang cụt (không dẫn tới đâu).
Từ năm 1582, lâu pháo đài Kronborg do một tướng chỉ huy được đích thân nhà vua chọn lựa. Năm 1629, do sự bất cẩn của 2 công nhân, phần lớn lâu đài bị hỏa hoạn thiêu hủy, chỉ còn lại ngôi nhà nguyện (nhà thờ nhỏ) không bị cháy. Vua Christian IV cố gắng phục hồi lâu đài và từ năm 1639, mặt ngoài lâu đài đã được phục hồi lại vẻ tráng lệ của nó, tuy nhiên các phần bên trong không bao giờ phục hồi được như xưa.
Năm 1658, viên chỉ huy áp chót là Poul Beenfeldt (1612-1676) đã nộp lâu đài này cho Thụy Điển, vì nghe một nông dân nói là Đan Mạch đã đầu hàng trong cuộc chiến tranh Thụy Điển - Đan Mạch (1657 - 1658). Sau này vua Frederik III không thể tha thứ cho hành động ngu xuẩn đó và đã tước hết danh dự, tài sản của Poul Beenfeldt. Trong cuộc chiến tranh kể trên, lính Thụy Điển và lính Đức đã cướp phá lâu đài, lấy đi các bức tượng và tranh quý hiếm, trong đó có bức trướng che phía trên bàn ghế của vua Frederik II. Bức trướng này được dệt bằng len pha lụa xen lẫn các sợi vàng (kim tuyến) và sợi bạc (ngân tuyến), mặt trái có thêu huy hiệu của nhà vua và hoàng hậu Sofie av Mecklenburg.
Sau đó, việc phòng thủ lâu đài được củng cố đáng kể. Từ 1688-1690 lâu đài được xây thêm một tuyến phòng thủ tiên tiến, gọi là Crownwork. Rồi một loạt thành lũy mới được xây quanh lâu pháo đài này và Kronborg được xem như pháo đài vững nhất châu Âu.
Mãi tới năm 1712, nhà vua mới bổ nhiệm viên chỉ huy lâu đài lần chót là công tước Friedrìch Wilhelm av Württemberg.
Từ năm 1739 tới giữa thế kỷ 19, Kronborg được dùng làm nhà tù nhốt tù nhân. Các tù nhân bị kết án nhẹ thì lao động ở bên ngoài, còn các tù nhân bị kết án nặng thì lao động khổ sai bên trong các bức tường của lâu pháo đài.
Từ 17 tháng 1 năm 1772 tới 30 tháng 4 năm 1772, Kronborg là nơi giam hoàng hậu Caroline Mathilde (Công chúa Caroline Matilda xứ Wales), em của vua George III.
Từ năm 1785 tới 1922, Krongborg do quân đội quản lý. Trong thời gian này, nhiều việc sửa chữa được thực hiện.

## Kronborg trong văn hóa bình dân
Kronborg được nhiều người biết đến dưới tên "Elsinore" nơi dàn cảnh vở bi kịch nổi tiếng của William Shakespeare là vở Hamlet, Prince of Denmark. Hamlet được dàn dựng trong lâu đài này lần đầu để kỷ niệm 200 năm ngày William Shakespeare qua đời. Sân khấu đặt ở tháp điện tín tại góc tây nam lâu đài. Vở kịch được trình diễn nhiều giờ ở sân trong cùng nhiều nơi khác nhau trong lâu đài với các diễn viên đóng vai Hamlet trong đó có Laurence Olivier, John Gielgud, Derek Jacobi và Christopher Plummer trong một phim truyền hình được quay tại đây năm 1964.

### Holger Danske

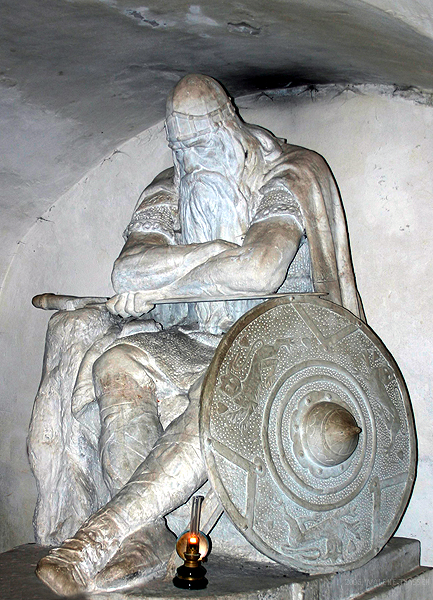
Statue of Holger in Kronborg castle

Holger Danske là một hiệp sĩ và chiến binh huyền thoại trong đội quân của Charlemagne. Trong một tầng hầm dùng làm kho chứa vũ khí của lâu đài Kronborg có tượng nhân vật anh hùng huyền thoại Holger Danske, người mà - theo truyền thuyết - khi Đan Mạch bị nguy khốn thì sẽ thức dậy để cứu nguy.

## Kiến trúc
- Phòng hoàng gia: được vua Frederick II của Đan Mạch và Na Uy cho phép xây dựng năm 1576 và sau vụ hỏa hoạn năm 1629, Christian IV của Đan Mạch cho xây dựng lại.
- Phòng khiêu vũ: được xây dựng hoàn thành năm 1582.
- Hội trường nhỏ
- Nhà nguyện

## Văn học
- Charles Christensen: Kronborg, Frederik II s Slot og dets videre Skæbne. Copenhagen, 1950.
- David Hohnen: Hamlet's castle and Shakespeare's Elsinore. Copenhagen, 2000. ISBN 87-7241-899-0
- Vibeke Woldbye, Lars Holst: Kronborg: the castle and the royal apartments. Copenhagen, 2001. ISBN 87-987994-5-2